# Ylva Johansson
Ylva Johansson   (Huddinge, 13 de febrer de 1964) és una política sueca membre del Partit Social Demòcrata dels Treballadors (SAP).

## Biografia
Professora de professió, va ser entre el 1988 i el 1991 diputada al Parlament suec del Partit d’Esquerra: els comunistes (Vänsterpartiet Kommunisterna), rebatejat com a Partit d’Esquerra (Vänsterpartiet) el 1990. Va tornar al Parlament el 1994, aquesta vegada representant al Partit Socialdemòcrata. Va ser ministra d'Educació entre 1994 i 1998, ministra d'Afers Socials i Gent Gran entre 2004 i 2006 i després ministra de Treball al govern de Löfven entre 2014 i 2019
A principis de març de 2020, Johansson va ser nomenada per la presidenta Ursula von der Leyen per formar part d’un grup de treball especial per coordinar la resposta de la Unió Europea a la pandèmia COVID-19.

## Posicions polítiques
Ylva Johansson és considerada membre de "l’ala esquerra dels socialdemòcrates"
El març de 2018, va dir a la BBC que el nombre de casos de violació i assetjament sexual reportats a Suècia "van avall i avall i avall". Més tard es va disculpar i va admetre que era el contrari.
En un debat de la UE del setembre del 2020 sobre el nou pacte migratori, va dir que "tenim molta migració cap a la Unió Europea, i que ho necessitem" a causa de l'envelliment d'Europa, alhora que va assenyalar que "aquells que no són elegibles per romandre, han de marxar; no tothom que té dret a sol·licitar asil té dret a romandre a la Unió Europea ".
El 18 d'agost de 2021 assenyalava que "hem d’evitar una crisi migratòria", a través d’un vídeo penjat al seu compte de la xarxa social Twitter. “És important que ajudem aquestes persones a l’Afganistan, perquè quan sigui possible retornin a casa seva”, ha dit, emfatitzant la a davant de l'Afganistan.